# Brachystelma pygmaeum
Brachystelma pygmaeum là một loài thực vật có hoa trong họ La bố ma. Loài này được (Schltr.) N.E.Br. mô tả khoa học đầu tiên năm 1908.